# Défenestration
 (avril 2021).
Si vous disposez d'ouvrages ou d'articles de référence ou si vous connaissez des sites web de qualité traitant du thème abordé ici, merci de compléter l'article en donnant les références utiles à sa vérifiabilité et en les liant à la section « Notes et références ».
 (avril 2021).
- Si vous ne connaissez pas le sujet, laissez ce bandeau (vous pouvez alors contacter les auteurs).
- Si vous supprimez le contenu mis en cause (vous pouvez préalablement contacter les auteurs),

argumentez précisément cette suppression dans la page de discussion
(un manque de référence n'est pas un argument ; une recherche réelle de référence doit avoir été effectuée, être formellement documentée).

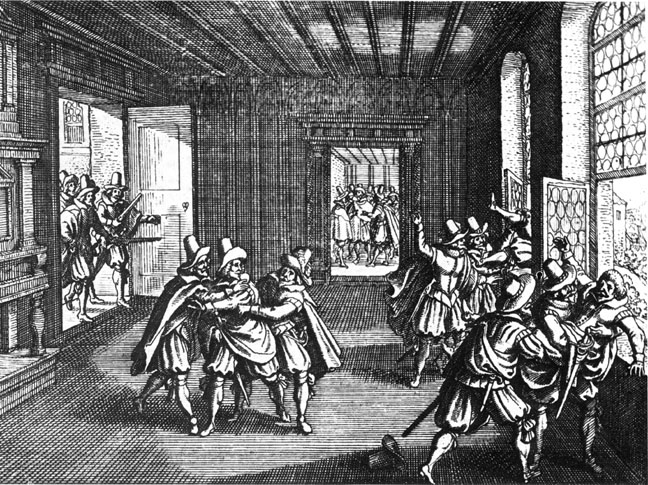
Défenestration de Prague (1618).

La défenestration est le fait de jeter un individu par une fenêtre,, et désigne par extension toutes les chutes d'enfants et d'adultes par une fenêtre,. Ce mot est un dérivé de fenêtre (fenestre en ancien français, fenestra en latin).
La défenestration est un cas particulier de la précipitation qui désigne plus généralement une chute depuis un lieu élevé ; sa cause peut être accidentelle, criminelle ou suicidiaire. Ses conséquences sont la plupart du temps nettement plus graves qu'une chute de plain-pied : l'issue est mortelle dans la majorité des cas, et peut provoquer des traumatismes variés dans les autres.

## Historique de laprécipitation

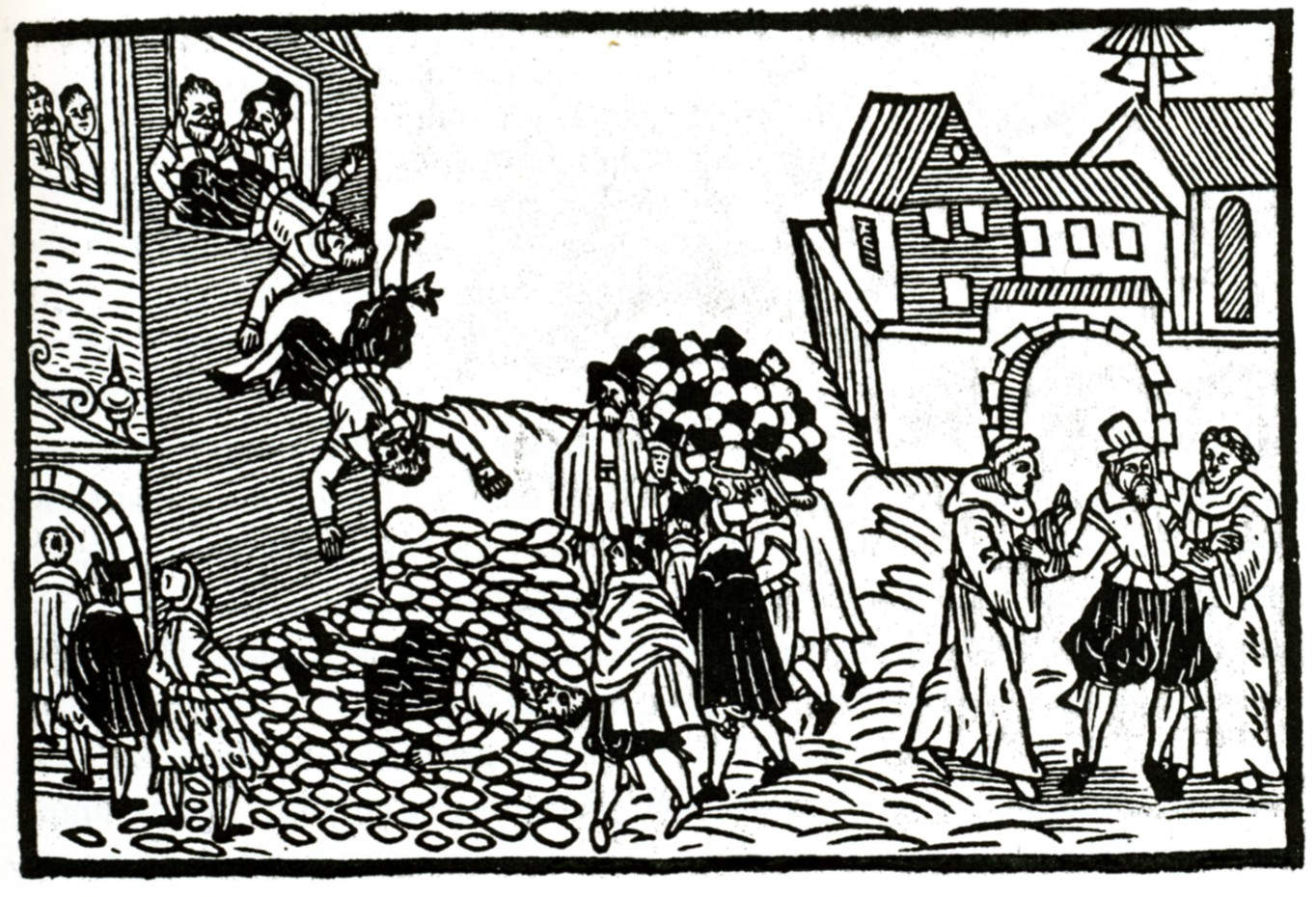
La défenestration de Prague sur un tract contemporain.

Dès l'Antiquité, l'étude médicale des conséquences des précipitations est faite par Hippocrate. Pour les Spartiates, c'est un moyen de tuer les nouveau-nés atteints de rachitisme ou de malformations congénitales. Les Romains effectuent cet acte du haut de la roche Tarpéienne (115 pieds, soit près de 40 mètres) pour des exécutions, comme celle de Marcus Manlius Capitolinus. Au Moyen Âge, cette pratique tombe en désuétude en faveur de châtiments plus cruels.
Du XVe au XVIIe siècle, les premières défenestrations de Prague ont marqué l'histoire, notamment celle de 1618 où des conseillers de l'empereur Matthias Ier en sont victimes au château de Prague, et en réchappent. Cela marque le début de la guerre de Trente Ans. Au XVIIIe siècle, le 9 thermidor an II (27 juillet 1794), Augustin Robespierre, le frère cadet de Maximilien de Robespierre, survit à une défenestration, la veille de sa mise à mort.
Dans les années 1850, en France, les morts accidentels par précipitation (échelles, etc.) représentent plus de 1 000 décès par an, et les suicides par précipitation 150 décès. Les homicides par précipitation à cette époque ont principalement pour cible les nouveau-nés, et sont difficilement quantifiables. Au XIXe siècle, quelle que soit la cause, la précipitation a plutôt lieu en ville, où les bâtiments sont plus hauts, et en pays de montagne, où se trouvent précipices et gouffres.

## Effets
Sacchias, dans le livre V des questions médico-chirurgicales, publiées entre 1621 et 1658, discute des lésions viscérales. Les ruptures du foie et de la rate ont été étudiées par Jean-Baptiste Morgagni (1682-1771). En 1813, Fodéré estime, dans son Traité de médecine légale et d'hygiène publique, qu'il est difficile d'établir si la chute est la cause d'un suicide ou d'un assassinat.
L'impact peut produire des fractures, des luxations, des arrachements ligamenteux, des ruptures tendineuses, des contusions, des enteroptoses et, surtout, des ruptures viscérales (éclatement du foie, de la rate, etc.).
Du point de vue de la physique, l'énergie cinétique (la vitesse) accumulée lors de la chute est une des causes principales de la gravité des conséquences des défenestrations. Dans le cas d'une chute libre, cette énergie dépend de la hauteur de chute via l'énergie potentielle de pesanteur initiale.

## Dans la fiction
Dans le roman L'Appel du Coucou, Lula Landry meurt par défenestration, la question était de déterminer s'il s'agit d'un suicide (théorie de la police) ou d'un meurtre (théorie de Cormoran Strike).

### Autres références
1. 1 2  Dictionnaire de l'Académie française : tome 1 - de A à Enzyme, Imprimerie nationale/Fayard, 2005 (ISBN 2-213-62142-X, lire en ligne)
2. ↑  Le Petit Larousse, Larousse, 2002 (ISBN 2-03-530402-4)
3. ↑  « Dictionnaire Larousse - défenestration », sur www.larousse.fr (consulté le 29 octobre 2021)
4. 1 2  « Défenestration », sur premiers-secours.ooreka.fr (consulté le 29 octobre 2021)
5. ↑  Lire, à ce propos, l'article du Dr Patrick Pelloux dans Charlie Hebdo du 25 août 2010 (n° 949).